# Järpås socken
Järpås socken i Västergötland ingick i Kållands härad, uppgick 1969 i Lidköpings stad och området ingår sedan 1971 i Lidköpings kommun och motsvarar från 2016 Järpås distrikt.
Socknens areal var 43,32 kvadratkilometer varav 43,17 land. År 2000 fanns här 1 164 invånare. Tätorten Järpås med sockenkyrkan Järpås kyrka ligger i socknen.

## Administrativ historik
Socknen har medeltida ursprung. Socknen införlivade i slutet av 1500-talet (Kållands-)Vedums socken och 1803 Höra socken.
Vid kommunreformen 1862 övergick socknens ansvar för de kyrkliga frågorna till Järpås församling och för de borgerliga frågorna bildades Järpås landskommun. Landskommunen utökades 1952  och uppgick 1969 i Lidköpings stad som 1971 ombildades till Lidköpings kommun. Församlingen utökades 2002.
1 januari 2016 inrättades distriktet Järpås, med samma omfattning som församlingen hade 1999/2000.  
Socknen har tillhört län, fögderier, tingslag och domsagor enligt vad som beskrivs i artikeln Kållands härad. De indelta soldaterna tillhörde Västgöta-Dals regemente och Västgöta regemente, Livkompaniet.

## Geografi
Järpås socken ligger sydväst om Lidköping med Lidan i öster. Socknen är en uppodlad slättbygd öster om en förkastning och en småkuperad odlings- och skogsbygd väster därom.

## Fornlämningar
Boplatser och lösfynd från stenåldern är funna. Från järnåldern finns gravfält och en domarring. En runsten har påträffats.

## Namnet
Namnet skrevs 1387 Jarpaas och kommer från kyrkbyn. Efterleden är ås, 'långsträckt höjd', syftande på en sådan som kyrkan ligger på. Förleden kan innehålla järpe alternativt jarpr, 'brun' då syftande på markens färg.
Namnet skrevs före 1902 Hjerpås socken.